# Robert F. Brunner
Pour les articles homonymes, voir Brunner.
Robert F. Brunner, parfois Bob Brunner, est un compositeur américain né le 9 janvier 1938 à Pasadena, Californie (États-Unis) et mort le 5 janvier 2009,.

## Biographie
En 1963, il est engagé par les studios Disney pour composer des musiques de films. Il travaillera 17 ans avec Disney.
Au début des années 1970, ses productions permettent à Walt Disney Records de produire de nombreuses compilations.

## Filmographie
- 1964 : Les Mésaventures de Merlin Jones (The Misadventures of Merlin Jones)
- 1964 : For the Love of Willadean (téléfilm)
- 1964 : Les Pas du tigre (A Tiger Walks)
- 1965 : L'Espion aux pattes de velours
- 1965-1966 : Gallegher (série TV)
- 1966 : Lieutenant Robinson Crusoé (Lt. Robin Crusoe, U.S.N.)
- 1967 : Rentrez chez vous, les singes ! (Monkeys, Go Home!)
- 1968 : Frissons garantis (Never a Dull Moment)
- 1968 : Le Fantôme de Barbe-Noire (Blackbeard's Ghost)
- 1969 : Smith !
- 1969 : L'Ordinateur en folie (The Computer Wore Tennis Shoes)
- 1970 : Du vent dans les voiles (The Boatniks)
- 1970 : Le Pays sauvage (The Wild Country)
- 1971 : Un singulier directeur (The Barefoot Executive)
- 1972 : 3 Étoiles, 36 Chandelles (Snowball Express)
- 1972 : Les Aventures de Pot-au-Feu (The Biscuit Eater)
- 1976 : Gus
- 1978 : Le Petit Âne de Bethléem (The Small One)
- 1981 : Amy